# سیارک ۱۸۴

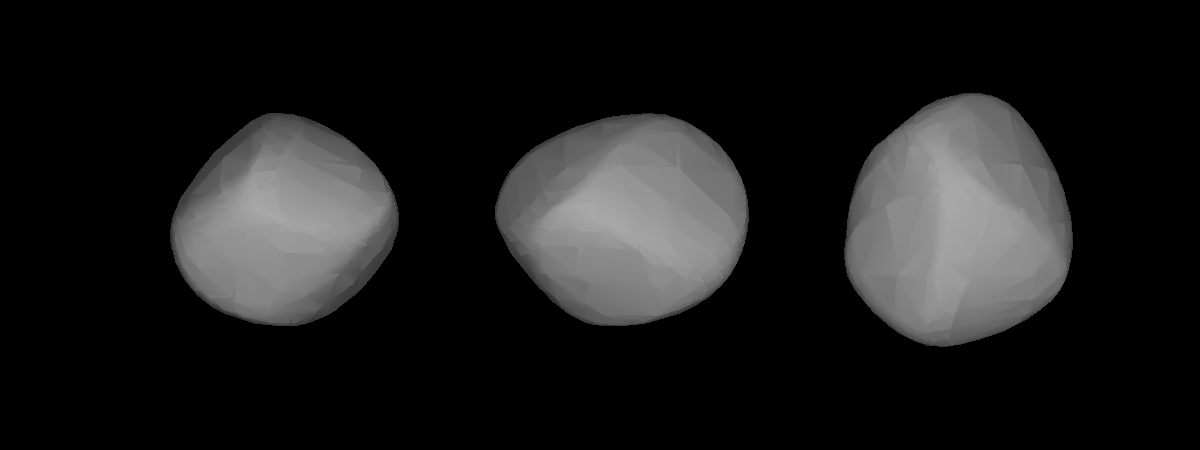
مدل سه‌بُعدی سیارک ۱۸۴ بر طبق منحنی نور آن

سیارک ۱۸۴ (به انگلیسی: 184 Dejopeja) صد و هشتاد و چهارمین سیارک کشف شده‌است که در ۲۸ فوریه ۱۸۷۸ کشف شد.
قدر مطلق سیارک برابر ۸٫۳۱ است.